# Gabriella Tóth (Handballspielerin)
Gabriella Tóth (* 23. September 1996 in Berettyóújfalu, Ungarn) ist eine ungarische Handballspielerin.

## Karriere
Tóth spielte ab 2008 beim ungarischen Verein Berettyó MSE. Ein Jahr später wechselte sie in die Nachwuchsabteilung von Győri ETO KC. Die Rückraumspielerin wechselte 2012 zum Erstligisten Veszprém Barabás KC, für den sie in der Saison 2013/14 insgesamt 21 Tore im Europapokal der Pokalsieger erzielte. In der Saison 2014/15 lief sie für Mosonmagyaróvári KC SE auf. Im Sommer 2015 kehrte Tóth zu Győri ETO KC zurück. Mit Győri gewann sie 2015 den ungarischen Supercup. Im September 2015 riss beim Training ihr vorderes Kreuzband. 2016 gewann sie mit Győri ETO KC die ungarische Meisterschaft sowie den ungarischen Pokal. In der Saison 2016/17, in der Győr sowohl die Meisterschaft als auch die EHF Champions League gewann, wurde sie ab Februar 2017 bis zum Saisonende an Kisvárdai KC ausgeliehen. Anschließend wurde sie an den ungarischen Erstligisten Érdi VSE ausgeliehen. Nachdem Tóth ab 2019 fest bei Érdi VSE unter Vertrag stand, entschied sie sich im Sommer 2020 zum Ligakonkurrenten Siófok KC zu wechseln. Im Sommer 2021 kehrte sie zu Mosonmagyaróvári KC SE zurück.
Tóth gewann mit der ungarischen U19-Auswahl die Silbermedaille bei der U-19-Europameisterschaft 2013. Sie gehört seit 2014 dem Kader der ungarischen Frauen-Nationalmannschaft an. Mit Ungarn nahm sie an der EM 2014 teil. Im Turnierverlauf erzielte sie elf Treffer.